# Ministerio de Igualdad de Género y Familia
El Ministerio de Igualdad de Género y Familia (coreano:여성가족부; hanja: 女性家族部) previamente Ministerio de la Mujer (여성부, 女性部) es una división del Gobierno de Corea del Sur al nivel de un gabinete. Fue creado el 28 de febrero de 1998 como la Comisión Presidencial en Asuntos de la Mujer. El Ministerio actual fue formado el 29 de enero de 2001.

## Historia

### Orígenes
Desde el establecimiento del Gobierno de Corea del Sur en agosto de 1948, el Ministerio de Asuntos Sociales (사회부; 社會部) se encargo de los asuntos sobre discriminacion hacia mujeres hasta la unificacion del departamento en 1955. Luego, el Ministerio de Asuntos Sociales se unió junto con el Ministerio de Salud (보건부) formando el Ministerio de Asuntos Sociales y Salud (보건사회부). En 1994, el Ministerio de Asuntos Sociales y Salud se convierte en el Ministerio de Salud y Bienestar (보건복지부); consecuentemente, comenzo a tratar los asuntos de discriminacion a mujeres. Pero estos ministerios eran criticados por la falta de avance en cuanto a la posición social de las mujeres y la falta de ejecución de sus políticas.
Políticas específicas sobre el sexismo comenzaron a ser tomadas en cuenta con el establecimiento del Departamento de Asuntos del Estado (정무장관실) el 25 de febrero de 1998. El 28 de febrero de 1998 la Comisión Presidencial de Asuntos de la Mujer (여성특별위원회) fue formada el Presidente Kim Dae-jung. El 23 de julio de 1999 se creó la Ley de prohibición y regulación de la discriminacion sexual (남녀차별 금지 및 구제에 관한 법률). Pero el criticismo por la falta de actuación en cuanto a la posición social de la mujer continuó y el Ministerio de Igualdad de Género (여성부) fue formado en respuesta a las críticas un 29 de enero de 2001. Se le transfirieron las siguientes responsabilidades : protección a víctimas de violencia doméstica y sexual ; prevención de la prostitucion; supervisando de las ocupaciones de las mujeres desde el Ministerio de Salud y Bienestar.

### Desarrollo
El 12 de Junio de 2004 el ministerio recibe la responsabilidad de supervisar el desarrollo de los infantes desde el Ministerio de Salud y Bienestar.El 23 de junio de 2005, el ministerio es reorganizado para formar el Ministerio de Igualdad de Género y Familia (여성가족부) con el objetivo de crear y ejecutar mejores políticas. El 29 de febrero de 2008 el ministerio cambió de nuevo al Ministerio de Igualdad de Género transfiriendo sus responsabilidades sobre las familias y los niños al Ministerio de Salud y Bienestar que se había convertido en el Ministerio de Salud, Bienestar y Familia. El 19 de marzo de 2010 el Ministerio fue reorganizado y se convirtió en el Ministerio de Igualdad de Género y Familia, retomando sus responsabilidades, supervisando niños y familias.

## Organización

### Objetivos
Según el sitio web oficial en inglés del Ministerio de Igualdad de Género y Familia, los objetivos del ministerio son:
- Planificación y coordinación de la política de la mujer y mejora de la condición de la mujer mediante la mejora de los derechos de la mujer[5]
- Establecimiento, conciliación y apoyo a la política familiar y política familiar multicultural
- Fomentar el bienestar y la protección de los jóvenes Prevención de la violencia contra la mujer, la niñez y la juventud y protección de sus víctimas

### Funciones
Según el sitio web oficial en inglés del Ministerio de Igualdad de Género y Familia, las funciones del ministerio son:
- Planificación y coordinación de políticas relacionadas con el género
- Análisis de impacto de políticas de género
- Desarrollar y utilizar los recursos de las mujeres
- Ampliar la participación de la mujer en la sociedad
- Prevención del comercio sexual y protección de sus víctimas
- Prevención de la violencia doméstica y sexual y protección de sus víctimas Forjar alianzas con grupos civiles de mujeres y organizaciones internacionales

### Sub-Organización
El Ministerio está encabezado por un ministro del gabinete y está organizado con un Viceministro que actúa como asesor de políticas del ministro y un Portavoz. El Viceministro controla las siguientes divisiones: la División de Apoyo a la Gestión; Oficina de Planificación y Coordinación; Oficina de Políticas de la Mujer; Oficina de Políticas para la Juventud y la Familia; Oficina de Promoción de los Derechos de la Mujer y la Juventud. El Portavoz está a cargo de la División de Relaciones Públicas.

## Mejora de la representación de la mujer en el sector público

### Expansión de la participación de la mujer en el proceso de formulación de políticas
Preparación de la base legal que impide que un género en particular supere el 60% en la membresía de un comité de gobierno (vigente a partir del 14 de febrero de 2014). Establecimiento del “Plan de Ampliación de la Participación de la Mujer” para alcanzar la meta del 40% de participación de la mujer en los comités de gobierno para el año 2017 (julio de 2013) y seguimiento del estado de implementación del Plan. — Tasas de participación de mujeres en comités de gobierno (2012-2017): 25,7% en 2012 → 27,7% en 2013 → 31,7% en 2014 → 34,5% en 2015 → 37,8% en 2016 → 40,2% en 2017
Expansión de Mujeres Funcionarias Públicas en el Sector Público.
- (Oficina pública) Implementación del Plan de Expansión para el Empleo de Mujeres Gerentes de Nivel 4 o Superior (objetivo 2017: 15%); y el reflejo de los resultados de la implementación del Plan en la evaluación del desempeño de cada ministerio y agencia gubernamental (en cooperación con el Ministerio de Administración de Personal).

— tasas de funcionarias públicas de nivel 4 y superior (2012-2017): 9,3 % en 2012 → 9,9 % en 2013 → 11,0 % en 2014 → 12,1 % en 2015 → 13,5 % en 2016 → 14,8 % en 2017
- (Escuelas públicas) Implementación del Plan de Expansión de Mujeres Directoras y Vicedirectoras en escuelas públicas (meta 2017: 38%); y seguimiento de la implementación del Plan por parte de las autoridades educativas locales (en cooperación con el Ministerio de Educación).

— tasas de directoras y vicedirectoras de escuelas públicas (2012-2017): 24,6 % en 2012 → 27,2 % en 2013 → 29,4 % en 2014 → 34,2 % en 2015 → 37,3 % en 2016 → 40,6 % en 2017
- (Organizaciones públicas) Establecimiento del "Sistema de metas para mujeres gerentes en organizaciones públicas (julio de 2014)" (objetivo de 2017: 18,8 %) y reflejo de los resultados de desempeño relacionados en la evaluación estatal de 2014 de cada organización pública (en cooperación con el Ministerio de Economía y Finanzas).

— tasas de mujeres directivas en organismos públicos (2012-2017): 11,5 % en 2012 → 13,0 % en 2013 → 14,8 % en 2014 → 16,4 % en 2015 → 17,2 % en 2016 → 18,8 % en 2017

### Expansión del grupo de mujeres líderes
- Fomento de Futuras Mujeres Líderes identificado como un Proyecto de Política Nacional para mejorar la representación de las mujeres; y Ampliación de la “Base de Datos de Mujeres Líderes” hasta 110.000 personas. — Mujeres líderes registradas en la base de datos (2013-2017): 47.068 en 2013 → 63.776 en 2014 → 78.960 en 2015 → 94.110 en 2016 → 101.346 en 2017
- Utilizar la base de datos para identificar a mujeres líderes con talento particular y logros profesionales para recomendarlas como candidatas a comités gubernamentales y al directorio ejecutivo de instituciones públicas.

## Prevención de la violencia contra la mujer, infantil y apoyo a la víctima

### Objetivo de política
Prevención de la Violencia contra las Mujeres y Niños incluyendo Tráfico Sexual, Violencia Sexual o Violencia Doméstica y Vulneración de sus Derechos Humanos; y Construcción de Protección y Sistema de Atención a las Víctimas.

### Contenido de la Política
Apoyo a la Víctima de Violencia Sexual
- (Apoyo para el funcionamiento del Centro Girasol) Asesoramiento, apoyo médico, investigativo y legal.
- (Apoyo al funcionamiento del centro de consejería a la víctima y centro de protección) Consejería sobre el daño, protección a la víctima, provisión de alimentación y alojamiento, educación para la autosuficiencia.
- (Apoyo de servicio legal gratuito para la víctima) Negocio de asistencia legal como representación legal y servicio de asesoría legal.
- (Programa de tratamiento correctivo para el agresor de violencia sexual) Prevención de la reincidencia mediante la corrección del comportamiento del agresor.
- (Solidaridad regional para la seguridad de niños y mujeres) Construcción de una red de seguridad regional para la cooperación público-privada y el intercambio de recursos e información.

### Apoyo a Víctima de Tráfico Sexual
- (Finalidad del apoyo) Prevención del reingreso al comercio sexual y promoción del retorno a la sociedad apoyando a la víctima del tráfico sexual.
- (Instalaciones de apoyo) ▶(centro de asesoramiento para la víctima del comercio sexual) asesoramiento profesional, tratamiento médico, ayuda legal, enlace con las autoridades correspondientes, divulgación, negocios en burdeles de comercio sexual ▶(instalación de apoyo para personas·jóvenes) suministro de comida y alojamiento , tratamiento médico, asistencia jurídica, operación de tratamiento y recuperación, formación profesional y colocación laboral ▶ (instalación de apoyo para extranjeros) protección de emergencia, provisión de servicios de interpretación, tratamiento médico, asistencia jurídica, enlace con las autoridades relacionadas, incluida la embajada, apoyo para regresar a país natal. ▶(centro de apoyo a la autosuficiencia) apoyo para el empleo y la fundación, provisión de trabajo en un lugar de trabajo común, construcción de una red para usar recursos externos, servicio de seguimiento para el empleo o la fundación ▶(instalación de educación alternativa) apoyo para la educación obligatoria, autosuficiencia educación y capacitación para desarrollar la adaptabilidad social ▶ (instalación de convivencia para apoyar la autosuficiencia) apoyo para vivienda temporal para las mujeres que escaparon de la prostitución.

### Apoyo a Víctimas de Violencia Doméstica
- (Operación de la Mujer Llamada de Emergencia 1366) Asesoramiento de emergencia, ayudas y enlace con las autoridades correspondientes para las víctimas de violencia doméstica, violencia sexual o tráfico sexual.
- (Apoyo al funcionamiento del centro de consejería para víctimas de violencia doméstica y centro de protección) Consejería sobre los efectos de la violencia, protección a las víctimas, provisión de comida y alojamiento, programa de recuperación de daños y educación para la autosuficiencia.
- (Apoyo a servicios legales gratuitos para las víctimas) Negocio de asistencia legal como representación legal y servicio de asesoría legal.
- (Tratamiento y protección a las víctimas) Diagnóstico sobre daños físicos y psíquicos causados por violencia intrafamiliar y apoyo para gastos médicos.
- (Apoyo habitacional a mujeres víctimas) Provisión de vivienda de alquiler para las víctimas y su familia.

### Educación para prevenir la violencia
- (Objetivo) Seguimiento e inspección de los registros de implementación de la educación preventiva en las organizaciones públicas para difundir la conciencia social para prevenir la violencia; desarrollo de contenidos diversos; y apoyo a la educación preventiva a través de la formación de profesionales docentes.
- (Objetivo) Organizaciones gubernamentales, gobiernos locales, organizaciones públicas, guarderías, jardines de infancia
- (Número de tiempo) Más de una hora al año por cada tipo de violencia (acoso sexual, tráfico sexual, violencia sexual, violencia doméstica).
- (Método de educación) Implementación con varios métodos de educación colectiva por parte de un maestro profesional, educación colectiva utilizando materiales audiovisuales, conferencia cibernética.